# Агачлъ (квартал на Истанбул)
„Агачлъ“ (на турски: Ağaçlı) е квартал на Истанбул, разположен в градска околия Еюпсултан. Според данни на Адресната система за регистриране на населението (ABPRS) към 2024 г. населението на „Агачлъ“ е 731 жители.